# Rots

Rots este o comună în departamentul Calvados, Franța. În 1 ianuarie 2018 avea o populație de 1.481 de locuitori.